# Augusta (Maine)
Augusta – miasto w północno-wschodniej części Stanów Zjednoczonych, stolica stanu Maine i siedziba hrabstwa Kennebec, położona nad rzeką Kennebec.

## Historia
Obszar został po raz pierwszy odkryty przez członków nieszczęsnej Colony Popham we wrześniu 1607 roku. Jednak po raz pierwszy została zamieszkana przez angielskich osadników z Plymouth Colony w 1629 jako faktoria na rzece Kennebec. Osada była znana pod nazwą Cushnoc Indian (lub Coussinoc lub Koussinoc), co oznacza "głowa fali". Obroty faktorii skór początkowo były wysokie, lecz powstania Indian i spadek dochodów spowodowały, że Plymouth Colony sprzedało Kennebec Patent w 1661. Cushnoc pozostanie wyludnione przez następne 75 lat.
Prawa miejskie otrzymała w 1797 roku. Miasto wyznaczone jako nowa stolica stanu w 1827 roku. Pierwsze posiedzenie parlamentu stanowego w mieście odbyło się w 1832 roku.
Obecnie miasto jest lokalnym ośrodkiem przemysłowym i handlowym. W mieście rozwinął się przemysł papierniczy, włókienniczy oraz obuwniczy.

## Linki zewnętrzne

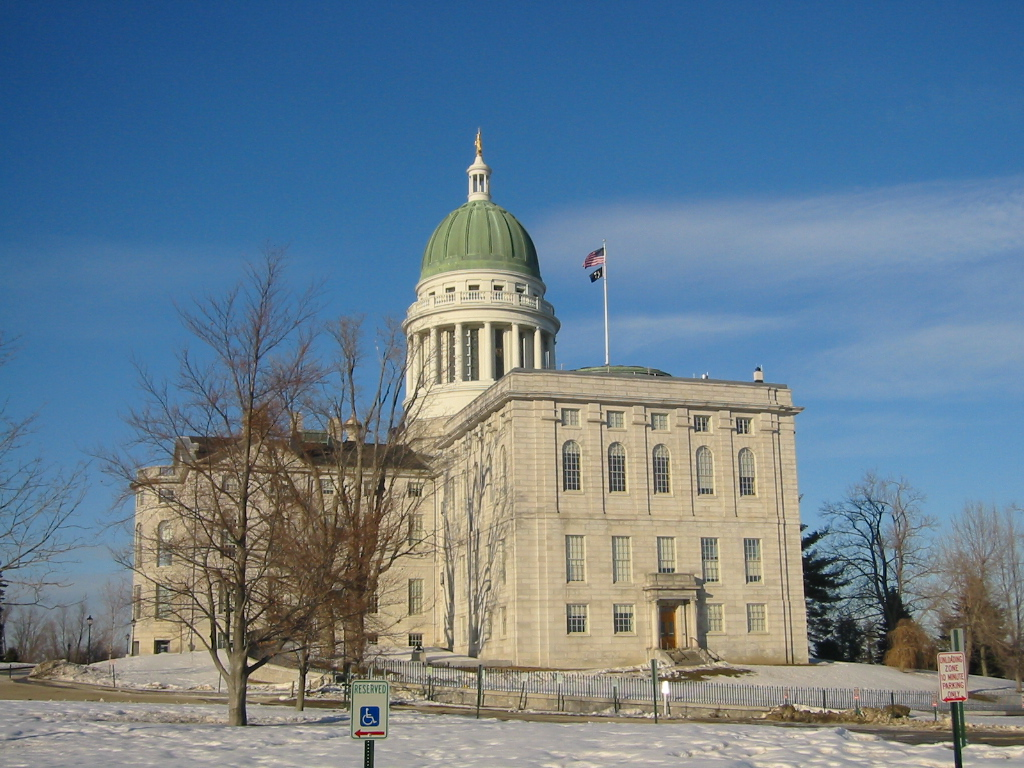
Siedziba parlamentu stanu Maine w Augusta

## Zabytki
- Fort z okresu kolonialnego